# Centenary Quaich
Centenary Quaich – trofeum sportowe w rugby union przyznawane zwycięzcy meczu pomiędzy zespołami Irlandii i Szkocji w trakcie trwania Pucharu Sześciu Narodów.
Choć oba zespoły spotykały się ze sobą wiele razy, to puchar został po raz pierwszy ufundowany dopiero w 1989.

## Zwycięzcy
| Irlandia | 16 | 2000, 2002, 2003, 2004, 2005, 2006, 2007, 2008, 2009, 2011, 2012, 2014, 2015, 2016, 2018, 2019 |
| Szkocja  | 14 | 1989, 1990, 1991, 1992, 1993, 1995, 1996, 1997, 1998, 1999, 2001, 2010, 2013, 2017             |

## Rezultaty
| Rok  | Zwycięzca | Gospodarz | Wynik | Gość     | Data        | Stadion                |
| ---- | --------- | --------- | ----- | -------- | ----------- | ---------------------- |
| 1989 | Szkocja   | Szkocja   | 37:21 | Irlandia | 4 marca     | Murrayfield, Edynburg  |
| 1990 | Szkocja   | Irlandia  | 10:13 | Szkocja  | 3 lutego    | Lansdowne Road, Dublin |
| 1991 | Szkocja   | Szkocja   | 28:25 | Irlandia | 16 marca    | Murrayfield, Edynburg  |
| 1992 | Szkocja   | Irlandia  | 10:18 | Szkocja  | 15 lutego   | Lansdowne Road, Dublin |
| 1993 | Szkocja   | Szkocja   | 15:3  | Irlandia | 16 stycznia | Murrayfield, Edynburg  |
| 1994 | —         | Irlandia  | 6:6   | Szkocja  | 5 marca     | Lansdowne Road, Dublin |
| 1995 | Szkocja   | Szkocja   | 26:13 | Irlandia | 4 lutego    | Murrayfield, Edynburg  |
| 1996 | Szkocja   | Irlandia  | 10:16 | Szkocja  | 20 stycznia | Lansdowne Road, Dublin |
| 1997 | Szkocja   | Szkocja   | 38:10 | Irlandia | 1 marca     | Murrayfield, Edynburg  |
| 1998 | Szkocja   | Irlandia  | 16:17 | Szkocja  | 7 lutego    | Lansdowne Road, Dublin |
| 1999 | Szkocja   | Szkocja   | 30:13 | Irlandia | 20 marca    | Murrayfield, Edynburg  |
| 2000 | Irlandia  | Irlandia  | 44:22 | Szkocja  | 19 lutego   | Lansdowne Road, Dublin |
| 2001 | Szkocja   | Szkocja   | 32:10 | Irlandia | 22 września | Murrayfield, Edynburg  |
| 2002 | Irlandia  | Irlandia  | 43:22 | Szkocja  | 2 marca     | Lansdowne Road, Dublin |
| 2003 | Irlandia  | Szkocja   | 6:36  | Irlandia | 16 lutego   | Murrayfield, Edynburg  |
| 2004 | Irlandia  | Irlandia  | 37:16 | Szkocja  | 27 marca    | Lansdowne Road, Dublin |
| 2005 | Irlandia  | Szkocja   | 13:40 | Irlandia | 12 lutego   | Murrayfield, Edynburg  |
| 2006 | Irlandia  | Irlandia  | 15:9  | Szkocja  | 11 marca    | Lansdowne Road, Dublin |
| 2007 | Irlandia  | Szkocja   | 18:19 | Irlandia | 10 marca    | Murrayfield, Edynburg  |
| 2008 | Irlandia  | Irlandia  | 34:13 | Szkocja  | 9 marca     | Croke Park, Dublin     |
| 2009 | Irlandia  | Szkocja   | 15:22 | Irlandia | 14 marca    | Murrayfield, Edynburg  |
| 2010 | Szkocja   | Irlandia  | 20:23 | Szkocja  | 20 marca    | Croke Park, Dublin     |
| 2011 | Irlandia  | Szkocja   | 18:21 | Irlandia | 27 lutego   | Murrayfield, Edynburg  |
| 2012 | Irlandia  | Irlandia  | 32:14 | Szkocja  | 10 marca    | Aviva Stadium, Dublin  |
| 2013 | Szkocja   | Szkocja   | 12:8  | Irlandia | 24 lutego   | Murrayfield, Edynburg  |
| 2014 | Irlandia  | Irlandia  | 28:6  | Szkocja  | 8 lutego    | Aviva Stadium, Dublin  |
| 2015 | Irlandia  | Szkocja   | 10:40 | Irlandia | 21 marca    | Murrayfield, Edynburg  |
| 2016 | Irlandia  | Irlandia  | 35:25 | Szkocja  | 19 marca    | Aviva Stadium, Dublin  |
| 2017 | Szkocja   | Szkocja   | 27:22 | Irlandia | 4 lutego    | Murrayfield, Edynburg  |
| 2018 | Irlandia  | Irlandia  | 28:8  | Szkocja  | 10 marca    | Aviva Stadium, Dublin  |
| 2019 | Irlandia  | Szkocja   | 13:22 | Irlandia | 9 lutego    | Murrayfield, Edynburg  |